# Campeonato Mundial de Ciclismo em Pista de 1923
O Campeonato Mundial UCI de Ciclismo em Pista de 1923 foi realizado em Zurique, na Suíça, entre os dias 18 e 26 de agosto. Três provas masculinas foram disputadas, duas de profissionais e uma de amador.

## Sumário de medalhas

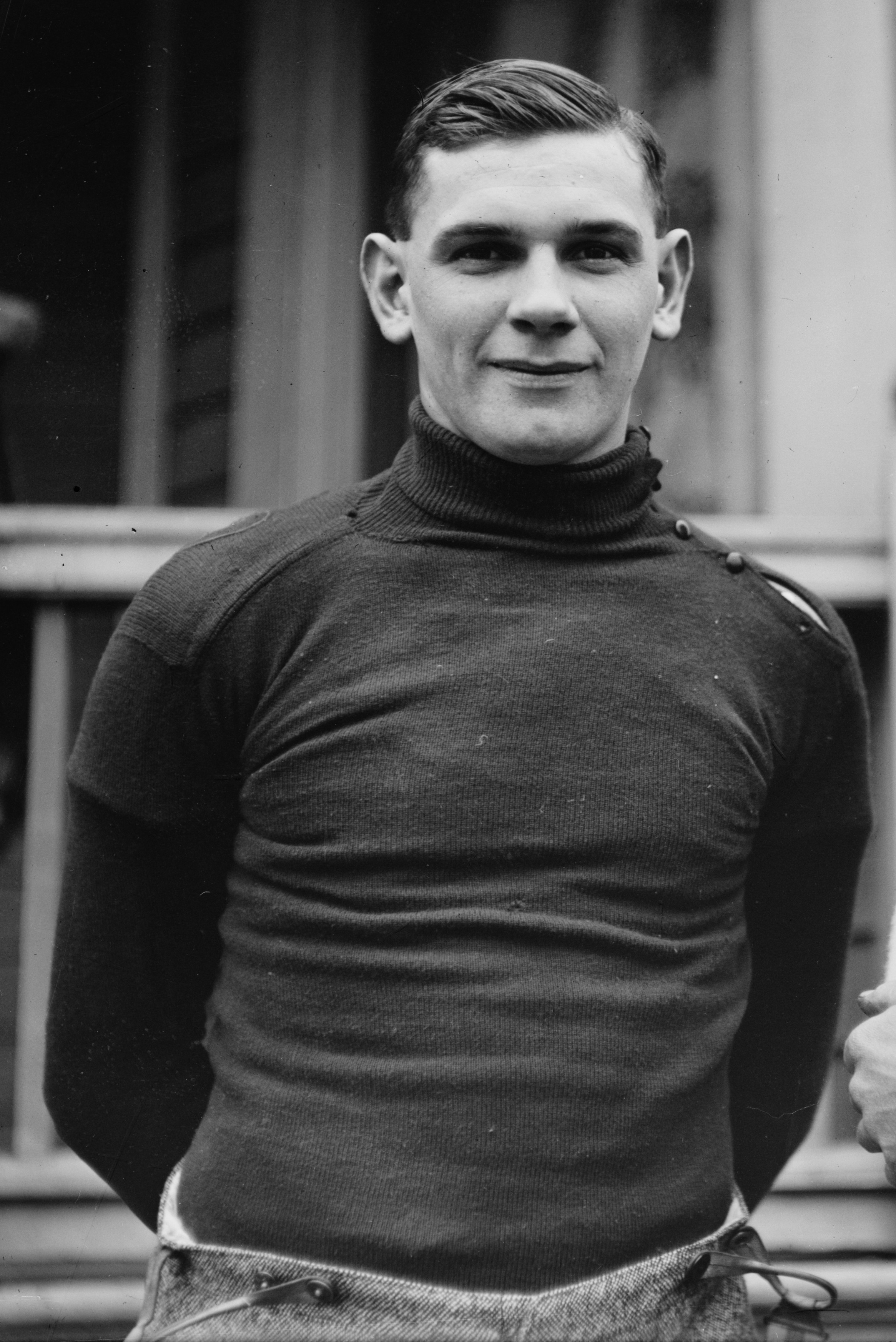
Paul Suter ciclista profissional da Suíça vencedor da prova de motor-paced

| Eventos profissionais masculinos |                               |                                  |                                             |
| Velocidade individual            | Piet Moeskops · Países Baixos | Gabriel Poulain · França         | Ernest Kauffmann · Suíça                    |
| Motor-paced                      | Paul Suter · Suíça            | Léon Parisot · França            | Karl Wittig · Alemanha                      |
| Evento amador masculino          |                               |                                  |                                             |
| Velocidade individual            | Lucien Michard · França       | Antoine Mazairac · Países Baixos | Gerard Bosch van Drakestein · Países Baixos |

## Quadro de medalhas
| Ordem | País          | Medalha de ouro | Medalha de prata | Medalha de bronze | Total |
| ----- | ------------- | --------------- | ---------------- | ----------------- | ----- |
| 1     | França        | 1               | 2                | 0                 | 3     |
| 2     | Países Baixos | 1               | 1                | 1                 | 3     |
| 3     | Suíça         | 1               | 0                | 1                 | 2     |
| 4     | Alemanha      | 0               | 0                | 1                 | 1     |